# Clavulinopsis corniculata
Clavulinopsis corniculata es un hongo clavarioide de la familia Clavariaceae. Forma cuerpos fructíferos cilíndricos, ramificados y de color ocre que crecen en el suelo, en pastizales agrícolas inmejorados o en la hojarasca de los bosques. Fue descrito originalmente en Alemania y es parte de un complejo de especies sin resolver.

## Taxonomía
La especie fue descrita originalmente en Alemania en 1774 por el micólogo alemán Jacob Christian Schäffer. En 1950 se incluyó en el género Clavulinopsis por el micólogo inglés EJH Corner. Las investigaciones moleculares iniciales, basadas en el análisis cladístico de secuencias de ADN, indican que C. corniculata es parte de un complejo de especies relacionadas.

## Descripción
El cuerpo fructífero es de color ocre a amarillo intenso, de hasta 8cm de alto, típicamente ramificado dos o tres veces, con un tallo distintivo, a menudo más pálido. Microscópicamente, las basidiosporas son hialinas, lisas, globosas a subglobosas, de 4.5-6 por 4.5-5.5 μm con un gran apículo.

### Especies similares
En Europa Clavulinopsis umbrinella es una especie de morfología similar en el mismo hábitat pero generalmente es de color marrón pálido sin tintes amarillentos. Algunas especies de Ramaria en sentido amplio son de color amarillo a ocre y tienen una forma similar. Por lo general se encuentran en los bosques y se pueden distinguir por su huella de esporas de color ocre (no blanca).

## Distribución y hábitat
La especie fue descrita inicialmente en Europa, con un epitipo reciente de Eslovaquia. Tiene una amplia distribución en toda Europa, pero también se ha reportado en América del Norte,  Centro y Sudamérica,  África,  Asia y Australia.
La especie crece sola o gregaria en el suelo y se presume saprotrófica. En América y Asia crece en bosques, pero en Europa generalmente se encuentra en pastizales cortos y sin mejoras agrícolas (pasturas), de julio a noviembre. Estos pastizales son un hábitat amenazado, pero C. corniculata es una de las especies más comunes y generalmente no se considera una preocupación para la conservación.

## Uso
Se dice que se puede comer fresco y el amargor se reduce al cocinarlo, se disfruta mejor mezclado como guarnición. No se conserva bien.